# Lind (Washington)
Lind je gradić u američkoj saveznoj državi Washington. Prema popisu stanovništva iz 2010. u njemu je živjelo 564 stanovnika.